# Indoeuropeiska språk
De indoeuropeiska språken omfattar en familj om flera hundra till olika grad besläktade språk, inklusive de flesta större språken i Europa, många i Sydasien (Indiska subkontinenten), Sydvästasien (Iranska platån) och södra Centralasien, samt i stor utsträckning i Amerika, Australien och på andra håll runt om i världen, dit de spridits från Europa. Indoeuropeiska språk talas i dag av cirka 3 miljarder modersmålstalare, vilket gör den till den största allmänt erkända språkfamiljen. Familjen innefattar flera stora språk med mer än 100 miljoner talare vardera, däribland engelska, urdu, hindi, spanska, franska, persiska, portugisiska, bengali, ryska, kurdiska och tyska. Även svenska och de övriga nordiska språken är indoeuropeiska språk. Detsamma gäller alla germanska språk, romanska språk (latinska språk) och slaviska språk, medan t.ex. ungerska, finska och estniska inte är indoeuropeiskt besläktade. 
Alla indoeuropeiska språk härstammar från ett enda förhistoriskt språk, urindoeuropeiska, som talades någon gång under yngre stenåldern eller tidig bronsålder. Detta språk skrevs aldrig ned, och har därför behövts rekonstrueras med hjälp av den komparativa metoden. Den exakta platsen där språket talades har varit föremål för många konkurrerande hypoteser. Den idag vedertagna hypotesen är Kurganhypotesen, som menar att språket talades på den pontisk-kaspiska stäppen i det som idag är Ukraina och södra Ryssland, förknippat med Yamnaya-kulturen och andra relaterade arkeologiska kulturer under det fjärde årtusendet f.Kr. till det tidiga 3:e årtusendet f.Kr. 
När de första skrivna dokumenten på indoeuropeiska språk är belagda hade urspråket redan utvecklats till ett flertal språk som talades i stora delar av Europa, södra Asien och delar av Västasien. Skriftliga bevis på indoeuropeiska språk dök upp under bronsåldern i form av mykensk grekiska och de anatoliska språken hettitiska och luviska. De äldsta bevarade uppgifterna är enskilda hettitiska ord och namn – inblandade i texter som annars är på det semitiska språket akkadiska. Dessa uppgifter återfinns i texter från den assyriska kolonin Kültepe i östra Anatolien, som dateras till 1900-talet f.Kr. Även om inga äldre skrivna uppgifter om den ursprungliga urindoeuropeiska befolkningen finns kvar, kan vissa aspekter av deras kultur och deras religion rekonstrueras från senare fynd i dotterkulturerna.
Analysen av familjeförhållandena mellan de indoeuropeiska språken, och rekonstruktionen av deras gemensamma källa, var central för utvecklingen av den historiska lingvistikens metodik som en akademisk disciplin under 1800-talet. Den indoeuropeiska språkfamiljen anses inte av den nuvarande akademiska konsensusen inom lingvistikområdet ha några genetiska relationer med andra språkfamiljer, även om flera omtvistade hypoteser föreslår sådana relationer. 

## Bakgrund
Indoeuropeiska språk är de språk som tillhör den indoeuropeiska språkfamiljen. Familjen har fått sitt namn av att huvuddelen av språken som talas i Indien och Europa ingår i den. Undantag är bl.a. dravidiska språk i Indien, och baskiska, finsk-ugriska språk och antagligen de gamla etruskerna i Europa. På tyska kallas de indogermanska språk, eftersom den germanska familjen är den nordligaste (alternativt västligaste) och den indiska familjen den sydligaste (alternativt östligaste). Andra nu föråldrade beteckningar på språket är jafetiska från profeten Jafet, sanskritiska, indokeltiska och ariska från arierna.
Det indoeuropeiska språkområdet utgörs numera av den allra största delen av Europa, en stor del av sydvästliga Asien samt, till följd av kolonisationer från Europa i nyare tider, stora delar av Nordamerika, Sydamerika, Australien och mindre delar av Afrika.
Observationen att indiska och europeiska språk måste ha en gemensam bakgrund gjordes först av sir William Jones, engelsk domare och amatörlingvist i Indien, som överraskades över att det gamla heliga indiska språket sanskrit hade så många likheter med antikens grekiska och latin: 
| ”                                            | Språket sanskrit, vad dess ålder än må vara, har en underbar struktur. Mer fulländat än grekiskan, mer kopiöst än latinet, mer utsökt raffinerat än dem båda, och ändå med en större närhet till båda, såväl i verbens rötter som i grammatikens former, än som på något rimligt vis kunde ha uppstått av en slump. I sanning så stor likhet att ingen filolog kunde undersöka dem alla tre utan att komma fram till att de hade sprungit från en gemensam källa, som kanske inte längre existerar... | „ |
| – William Jones, The Sanscrit Language, 1786 | |   |

En tysk lingvist, Franz Bopp, gjorde nästa stora upptäckt i början av 1800-talet. När han jämförde klassisk grekiska, latin, germanska och fornpersiska upptäckte han likheter däremellan.

### Exempel på den typ av likheter mellan språk som låg till grund för den indoeuropeiska upptäckten
| Svenska | Tyska     | Engelska | Iriska   | Latin  | Grekiska | Sanskrit | Persiska |
| Fader   | Vater     | Father   | Athair   | Pater  | Patér    | Pitár    | Pedar    |
| Moder   | Mutter    | Mother   | Máthair  | Mater  | Meter    | Matar    | Madar    |
| Syster  | Schwester | Sister   | Siúr     | Soror  | Éor      | Svásar   | Khwahar  |
| Broder  | Bruder    | Brother  | Bráthair | Frater | Phrater  | Bhratar  | Baradar  |
| Namn    | Name      | Name     | Ainm     | Nomen  | Ónoma    | Naman    | Nam      |

## Spridningen av de indoeuropeiska språken
Forskare har föreslagit flera hypoteser om när, var och av vem urindoeuropeiska talades. Kurganhypotesen, som först lades fram 1956 av Marija Gimbutas, har blivit den mest populära. Den föreslår att de ursprungliga talarna för PIE var Yamnaya-kulturen förknippad med kurganerna (gravhögarna) på den pontisk-kaspiska stäppen norr om Svarta havet. Enligt teorin var talarna ridkunniga nomadiska pastoralister, vilket gjorde att de kunde migrera över Europa och Asien i vagnar. I början av det tredje årtusendet f.Kr. hade de enligt denna hypotes expanderat över hela den pontisk-kaspiska stäppen och in i östra Europa.
En alternativ teori, den anatoliska hypotesen, föreslår att urindoeuropeiska härstammar från Anatolien (dagens Turkiet) och att spridningen började omkring 7000 f.Kr. Flera andra pseudovetenskapliga hypoteser, däribland Ut-från-Indien-teorin som har kopplingar till hindutva-rörelsen, finns men saknar stöd från det vetenskapliga samfundet. Arkeogenetik, ett begrepp myntat av arkeologen Colin Renfrew, är ett forskningsområde som med genetikens hjälp studerar bland annat hur indoeuropeiska stammar spridit sig i förhistorisk tid.

## Språkträd
Då anhängarna av den första meningen, (att drastiska förändringar krävs), vill visa hur de indoeuropeiska språken är besläktade, använder de en bild av ett träd, som delar sig i grenar och kvistar vid olika historiska tidpunkter. Medlemmar, tillhörande olika generationer, utvandrar och blir stamfäder för nya familjer. Forskare, som företräder den andra lika hypotetiska synen, framställer de indoeuropeiska språkens utveckling ur grundspråket mer som bilden av en våg, som från ett centrum, utbreder sig i koncentriska ringar, vilka försvagas i förhållande till avståndet från centrum.  Sanningen närmast kommer man antagligen om man antar att utvecklingen skett på bägge sätten, eftersom de inte utesluter varandra. Men de språkliga förändringarna har skett olika under olika förhållanden, vid olika perioder och i olika trakter, samt om man antar att de historiskt kända språkförändringarna är resultat av både plötsliga och mindre plötsliga förändringar i omvärlden. Det är känt, att många vandringar och omflyttningar av folk har ägt rum. Men det är bevisat, att språkligt släktskap är proportionellt med avståndet från de lokala varianterna. Å andra sidan är det visat, att många förmedlande länkar mellan de för oss kända språken under tidernas lopp gått under och försvunnit. Av de stamträd, som uppställts enligt teorin om mer abrupta förändringar för de indoeuropeiska språken, har följande haft störst betydelse. Enligt ett antagande skilde sig från grundspråket först den språkgren, som sedan delades i de klassiska (d.v.s. grekiska och italiska), germanska och keltiska språken. Senare avsöndrades de slavobaltiska från den indoiranska grenen. De två huvudgrenar som först urskiljs kan kännas igen av hur ordet för hundra utvecklats, varför de grupper språk som härrör från respektive gren kallas kentumspråk respektive satemspråk (jämför skiss ovan).
Det anses också att det äldsta grundspråket först kluvits geografiskt i en nordlig och en sydlig gren. Den nordliga eller nordeuropeiska grenen omfattade de germanska och de slavobaltiska språken. Den sydliga grenen delade sig därefter i en indoiransk och en sydeuropeisk del. Den sydeuropeiska klöv sig i en grekisk och en italo-keltisk avdelning. Sist skilde sig det italiska språket från det keltiska. 
Under senare tid[när?] har man vanligen antagit, att grundspråket delat sig i en asiatisk gren, omfattande de så kallade indoiranska språken, och en europeisk gren. Men i avseende på den senares utveckling råder mycken ovisshet. En hypotes är, att den kluvit sig i en nordlig, slavisk-germansk, och en sydlig, grekisk-italisk-keltisk gren. De anförda olika stamträden är intressanta, då de också uttrycker olika utvecklingsstadier av den indoeuropeiska språkforskningen. 
Såsom säkert belagt kvarstår att indierna och iranierna skilts från varandra geografiskt – troligen ganska lång tid efter söndringen från övriga indoeuropeiska folk – samt att de slaviska språken och de baltiska, med vilka förstås litauiskan, lettiskan och den nu utdöda fornpreussiskan, är med varandra närmast besläktade av alla de indoeuropeiska språken i Europa. Armeniskan, som förut räknats till de iranska språken, synes, enligt nyaste[när?] forskningar, kunna göra anspråk på mera självständighet, så att den rättare bör anses intaga en mellanställning mellan de förra och de slaviska språken. Albanskan, möjligen en dotter av den gamla illyriskan, står grekiskan närmast.

## Indoeuropeiskt eller ej
Det har tidigare spekulerats om att etruskiskan eller baskiskan skulle höra till de indoeuropeiska språken, men det råder nu stor enighet om att de inte är indoeuropeiska. När det indoeuropeiska grundspråkets första splittring inträdde är omöjligt att bestämma och kommer troligen att så förbli då de historiska fynd som görs inte talar. Bestämningsgrunden synes nämligen knappast kunna vara något annat än arten och graden av de förändringar, som de särskilda språken visar sig ha undergått från det gemensamma grundspråket, sådant språkforskningen genom en jämförelse av alla de förra kunnat rekonstruera det. Noteras bör att de förändringar, som sker i ett språk, inte står i ett bestämt förhållande till tidrymden, som det levt självständigt. Några språk, till exempel litauiskan, nygrekiskan och isländskan, har visat en betydligt större uthållighet än andra, som exempelvis engelskan, de keltiska språken med flera. Senare än 3000 f.Kr. torde dock icke tiden för den indoeuropeiska språksplittringen i något fall kunna sättas; högst sannolikt är den betydligt äldre.

## Kulturell språkanalys
Säkrare kunskap än i språkhistorien finns för de kulturella uttryck, vilka de indoeuropeiska folken har lämnat efter sig. Genom analys och jämförelse av de särskilda indoeuropeiska språkens ordförråd kan språkforskaren ganska säkert avgöra vilka ord som tillhört deras gemensamma urspråk (Engstrand 2019). Vad som för alla, eller åtminstone de flesta, är gemensamt kan anses såsom ett arv från urspråket. Att urspråket inte ägde ord och uttryck för andra ting, förhållanden och föreställningar än dem, som verkligen existerade hos urindoeuropéerna, är givet. Resultaten av denna språkliga paleontologi är mera betydande än man kunnat vänta. 
Det visar sig att urindoeuropéerna redan hade fasta boplatser, som ibland till och med var befästa, och levde av åkerbruk jämte boskapsskötsel. Deras tama husdjur var alla våra viktigare, nämligen hästar, nötkreatur, får, getter, svin och hundar. De kände metaller, dock sannolikt ej järnet, vävde kläder av ull, byggde båtar som drevs med åror, samt begagnade svärd, spjut och båge. 
Troligen var folken delade i en mängd patriarkaliskt styrda småstammar utan starkare samband. Familjen var fast organiserad, och namn fanns redan för skyldskap till andra och tredje graden inte bara vid fysiskt släktskap, utan även vid släktskap genom gifte. Man räknade efter tiotalsystemet åtminstone till hundra. Tidmätare var månen, och åren räknades sannolikt efter vintrar. Försök att rekonstruera protoindoeuropeisk mytologi (urreligion(en)) har gjorts. Den var månggudadyrkan; gudarna var de personifierade naturkrafterna. Alla de indoeuropeiska språken räknas till de flektetrande språkens klass. Grundspråket var, liksom dess äldre dotterspråk, i hög grad syntetiskt, det vill säga de särskilda ordens förhållande till varandra i satsen betecknades företrädesvis genom ordens egna böjningsändelser, inte genom en bestämd ordföljd eller genom propositioner. Av alla språkstammar har den indoeuropeiska stort intresse för dem som talar något av dess språk, dels för att förståelse av det egna språket utgör en del av förmågan att bruka det, dels då den del av civilisationens arbete som utförts av indoeuropeiska folk bäst kan tolkas med hjälp av dess eget språk, dels också för att det är under och genom studiet av de indoeuropeiska språken som språkvetenskapen fostrats och utbildats och därför att de nämnda språken i alla hänseenden är de noggrannast genomforskade och bäst kända.

## Underfamiljer
- Italiska språk
Italiska språk talades under antiken och omfattade bland andra latin, oskiska och umbriska.
  - Romanska språk
De romanska språken har utvecklats ur latinet. De omfattar bland andra franska, galiciska, italienska, katalanska, portugisiska, rätoromanska, rumänska och spanska.
- Keltiska språk
Omfattar iriska, skotsk gaeliska, kymriska, manx, korniska och bretonska.
- Germanska språk
Germanska språk omfattar bland annat engelska, tyska, nederländska, afrikaans, frisiska, jiddisch och:
  - Nordiska språk
Svenska, danska, norska, isländska och färöiska.
- Baltoslaviska språk 
  - Baltiska språk
Till de baltiska språken hör litauiska och lettiska.
  - Slaviska språk
    - Västslaviska språk
Tjeckiska, slovakiska, polska, sorbiska
    - Östslaviska språk
Ryska, vitryska, ukrainska
    - Sydslaviska språk
Bulgariska, makedonska, slovenska, serbiska, kroatiska, bosniska, montenegrinska
- Indoiranska språk
De indoiranska språken utgör den största underfamiljen av de indoeuropeiska.
  - Indoariska språk
Till de indoariska språken hör hindi, bengali, urdu, nepali och singalesiska.
  - Iranska språk
Till de iranska språken hör persiska (farsi, tadzjikiska, dari), ossetiska, pashto, kurdiska (sorani, kurmanji, zaza).
- Albanska
- Armeniska
- Grekiska

### Utdöda indoeuropeiska språk
- Anatoliska språk
- Tokhariska språk